# 罪状
| ウィキペディアには「罪状」という見出しの百科事典記事はありません（タイトルに「罪状」を含むページの一覧/「罪状」で始まるページの一覧）。 代わりにウィクショナリーのページ「罪状」が役に立つかもしれません。 |